# En tierras lejanas
En tierras lejanas, también conocido como Por tierras lejanas fue una serie documental de televisión, emitida por La 1 de Televisión española en la temporada 1981-1982. Se programaba semanalmente los domingos a las 21.15.

## Formato
Considerado en ocasiones como formato precursor de posteriores programas de éxito como Españoles en el mundo,< a lo largo de once episodios, el programa mostraba al vida y peripecias de ciudadanos españoles asentados en los lugares más remotos del planeta, centrándose en puntos de Asia y Latinoamérica.

## Listado de programas
| Título                                  | Fecha      | Destino                         |
| --------------------------------------- | ---------- | ------------------------------- |
| El último hippie                        | 1981-10-05 | Goa, India                      |
| Historia de un jeepney                  | 1981-10-18 | Manila, Filipinas               |
| ¡SOS! Colorado no contesta              | 1981-11-01 | Lima, Perú                      |
| El pintor de Bali                       | 1981-11-08 | Bali, Indonesia                 |
| El muerto                               | 1981-11-22 | Los Yungas, Bolivia             |
| Barturen de Bahía                       | 1981-11-29 |                                 |
| La gran aventura de Juan Mendoza Balboa | 1981-12-20 | Perú                            |
| Las Filipinas                           | 1981-12-27 | Filipinas                       |
| Los nuevos conquistadores               | 1982-01-03 | Potosí, Bolivia                 |
| Fin del viaje                           | 1982-01-10 | Archipiélago de Sulú, Filipinas |